# Erdsenkung
Eine Erdsenkung ist eine durch Subrosion verursachte Absenkung des Erdbodens über meist natürlich entstandenen Hohlräumen.
In der Versicherungswirtschaft stellt eine Erdsenkung einen Elementarschaden dar. Die Definition lautet hier wie folgt:

„Erdsenkung ist eine naturbedingte Absenkung des Erdbodens über natürlichen Hohlräumen (§ 1 Nr. 10 b ECB 99).“

Sie kann im Rahmen der Elementarschadenversicherung sowohl für die Geschäftsversicherung als auch für die Gebäudeversicherung versichert werden.